# Gesine Schwanová
Prof. Gesine Schwanová (* 22. května 1943 Berlín) je německá politoložka a politička, bývalá rektorka univerzity ve Frankfurtu nad Odrou a v letech 2004 a 2009 kandidátka SPD na úřad Spolkového presidenta SRN.

## Život
Narodila se v katolické a protinacistické rodině školního inspektora, která ke konci války skrývala židovské děvče. Po válce se její rodiče angažovali v německo-polském smíření. Po maturitě na francouzském gymnáziu v Berlíně studovala historii, jazyky a politologii na univerzitě v Berlíně a ve Freiburgu. Po studijních pobytech ve Varšavě a Krakově promovala roku 1970 prací o polském filosofu L. Kolakowském. Roku 1969 se vdala za profesora A. Schwana, s nímž měla dvě děti. Roku 1970 vstoupila do SPD a 1975 se habilitovala kritikou společenské teorie Karla Marxe. Zasazovala se o sblížení s Polskem a východoevropskými národy, trvala však na tom, že jejich režimy nejsou přijatelné a navazovala kontakty s polskými disidenty. Na protest proti příliš smířlivé politice SPD vůči komunistickým režimům z ní roku 1984 vystoupila a vrátila se až v roce 1996.
V roce 1980 byla na studijním pobytu ve Washingtonu, v roce 1984 v Cambridge a roku 1998 hostující profesorkou na New School for Social Research v New Yorku. V letech 1985–1987 byla předsedkyní německé politologické společnosti a v letech 1999–2008 presidentkou (rektorkou) university Viadrina ve Frankfurtu nad Odrou. 1996 ovdověla a 2004 se podruhé vdala za P. Eigena, zakladatele organizace Transparency International. Roku 2004 a 2009 byla kandidátkou SPD na úřad spolkového presidenta a dvakrát těsně podlehla proti Horstu Köhlerovi. Vystupuje jako liberální katolička, je trvale veřejně činná, vede organizace, podporující vzdělávání v celém světe, mezinárodní výměnu studentů a další.

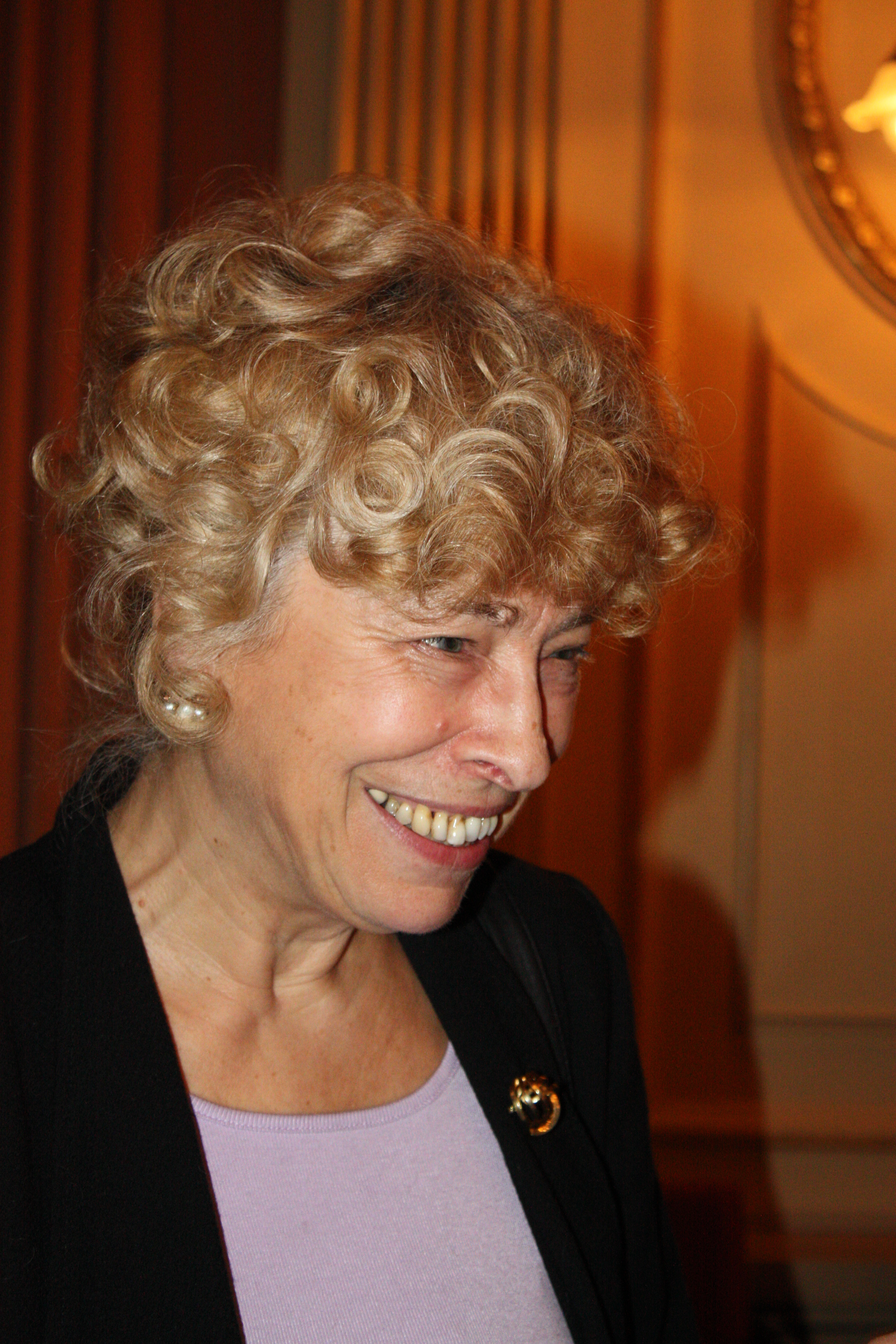
Gesine Schwanová (2009)

## Dílo
Nejdůležitější knihy (německy):
- Leszek Kolakowski. Politická filosofie svobody po Marxovi. Stuttgart 1971
- Sociální demokracie a marxismus. Hamburg 1974
- Politika a vina. Ničivá moc mlčení. Frankfurt a/M 1997
- Důvěra a politika. Politická teorie v době globalizace. Stuttgart 2006
- Být sám nestačí. Za novou kulturu společenství. Freiburg 2007

## Ocenění
Už 1993 byla vyznamenána Řádem za zásluhy SRN, 2004 cenou M. Dönhoffové za svůj příspěvek pro porozumění mezi národy, 2006 získala polský Řád sv. Stanislava a čestný doktorát Evropské univerzity ve Florencii a roku 2010 Cenu sv. Hedviky univerzity a města Vratislavi.